# Ganoderma ostracodes
Ganoderma ostracodes är en svampart som beskrevs av Pat. 1913. Ganoderma ostracodes ingår i släktet Ganoderma och familjen Ganodermataceae.   Inga underarter finns listade i Catalogue of Life.